# ممر المورمون

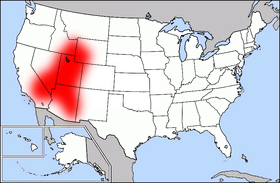
ممر المورمون (اللون الأحمر).

ممر مورمون هو مصطلح غير رسمي يشير لمناطق غرب الولايات المتحدة التي استوطنها بين الأعوام 1850 و1890 أعضاء كنيسة يسوع المسيح لقديسي الأيام الأخيرة والمعروفين باسم المورمون.
في الكتابات الأكاديمية يطلق عل المنطقة باسم «منطقة ثقافة المورمون». وقد يشار أيضًا للمنطقة باسم «حزام كتاب المورمون» بسبب اعتبار كتاب المورمون كمرجع وجزءاً رئيسياً من الثقافة المورمونية. الممر يتضمن يوتا ووايومنغ وأيداهو وجزء من نيفادا وسان بيرناردينو، كاليفورنيا.

## مواقع خارجية
- Map Gallery of Religion in the United States